# Randers (comuna)
A Comuna de Randers ( PRONÚNCIA DINAMARQUESA) é um município da Dinamarca, pertencente à Região Jutlândia Central.

Está localizado no centro da península da Jutlândia, perto da costa leste, e é atravessada pelo rio Gudenån que desagua no fiorde de Randers.

Tem como centro administrativo a cidade de Randers.

Tem uma área de 747,8 km² e uma  população de 99 931 habitantes, segundo o censo de 2023.

As maiores localidades do município são  Randers, Assentoft, Langå, Stevnstrup e Spentrup.

A economia da comuna está dominada pela indústria metalomecânica, com destaque para o fabrico de comboios (br: trens) e de torres eólicas.

Um ponto turístico, mais procurado atualmente é:

- Randers Regnskov (Floresta tropical de Randers)

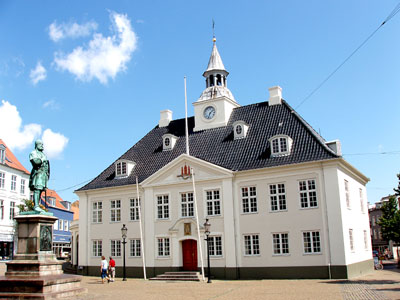
A câmara municipal/prefeitura de Randers
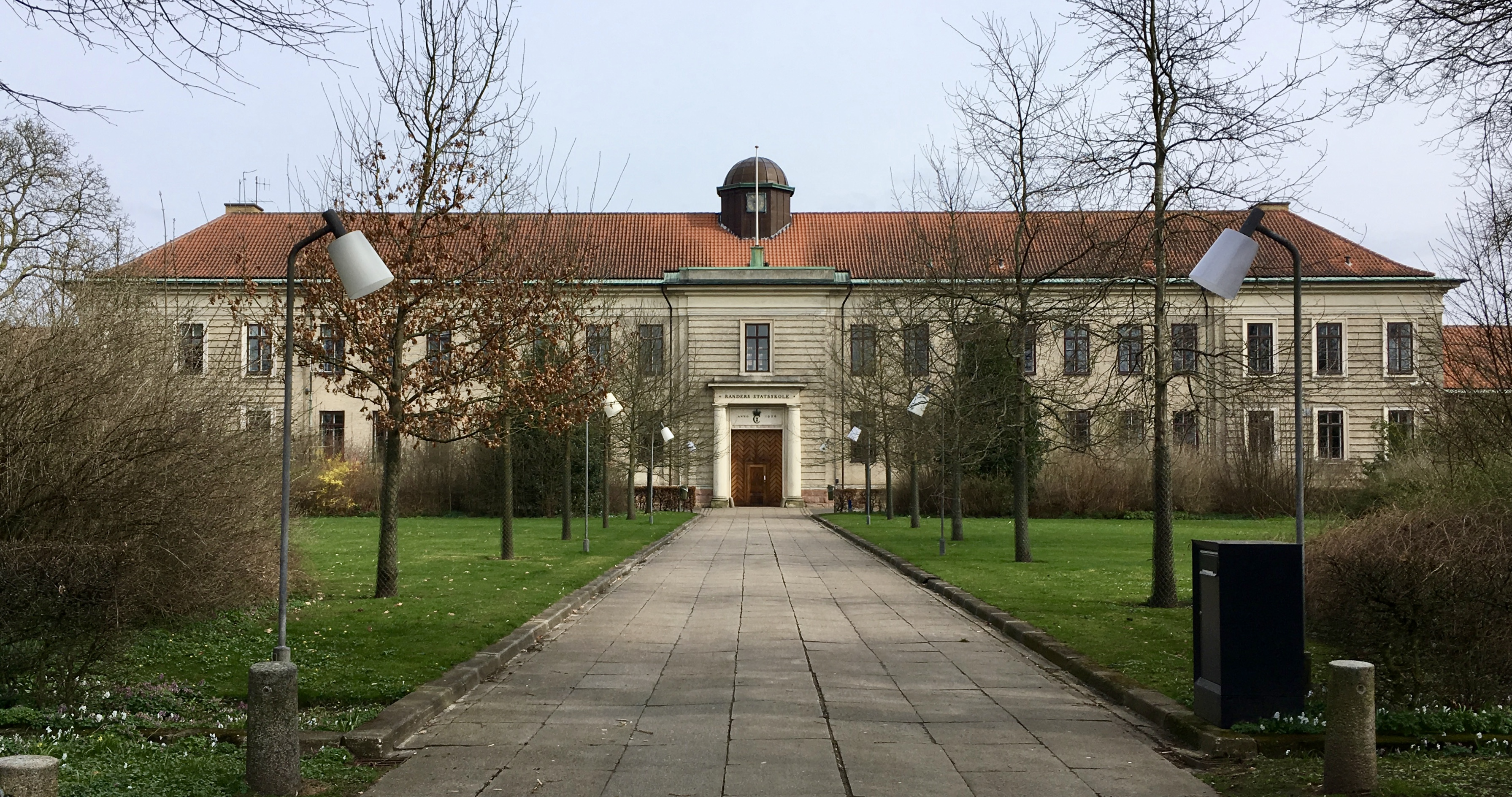
A escola secundária Randers Statsskole
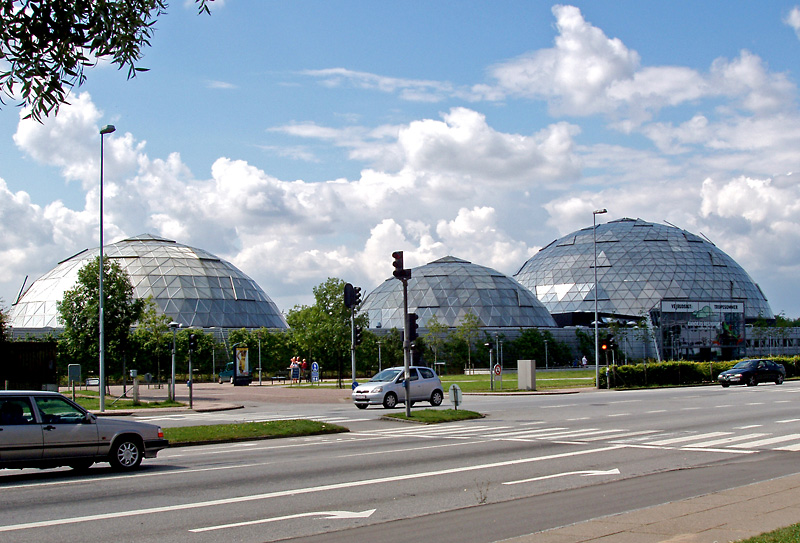
As três cúpulas da Floresta tropical de Randers (Randers Regnskov)
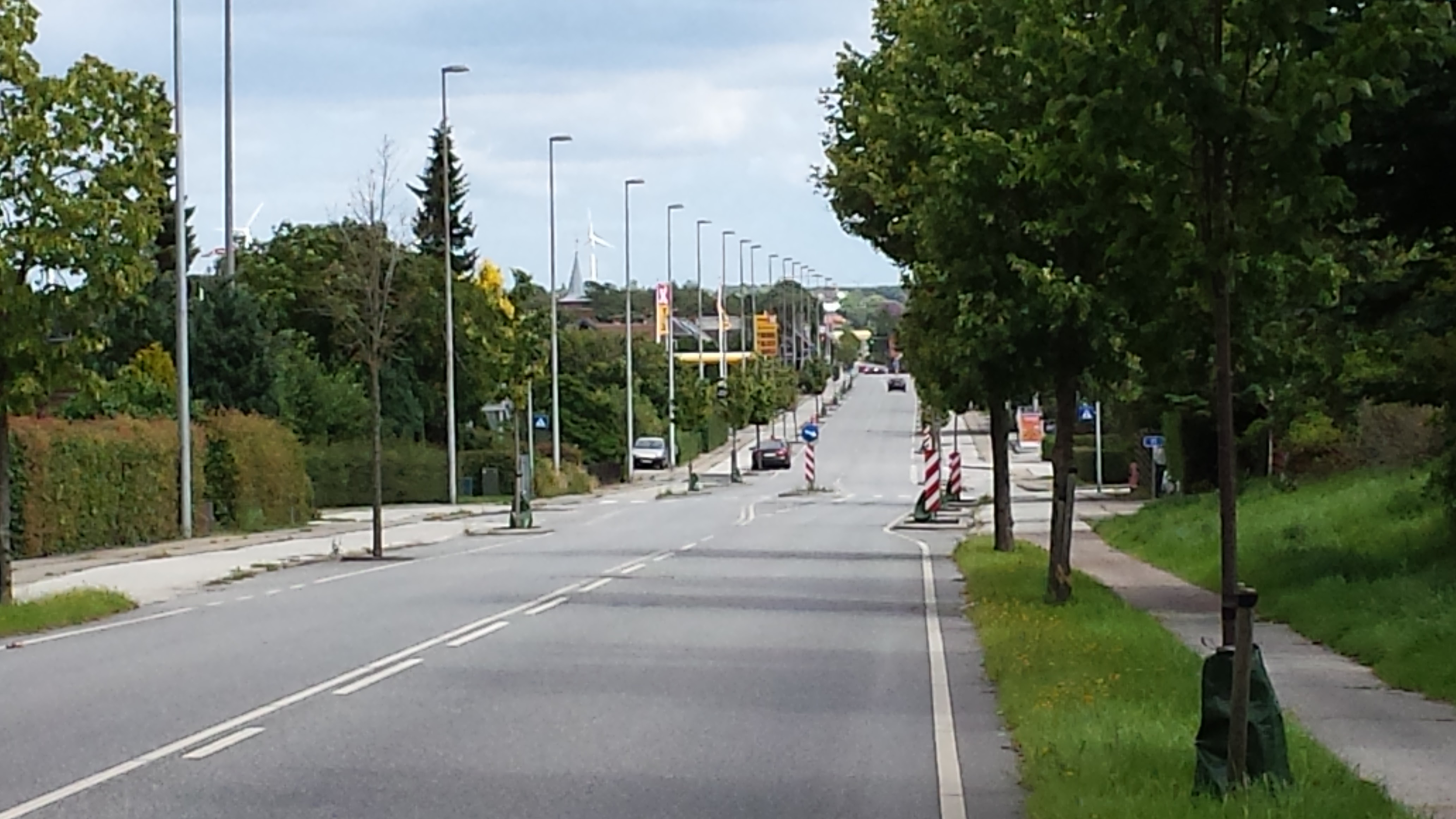
A rua principal Storegade em Assentoft